# Ребольедо, Бернардино де
Граф Бернардино де Ребольедо-и-Вильямисар (исп. Bernardino de Rebolledo y Villamizar; крещён 31 мая 1597, Леон (Испания) — 27 марта 1676, Мадрид) — испанский военный и дипломатический деятель, поэт, теоретик искусства. Рыцарь Ордена Сантьяго.

## Биография
Потомок дона Родриго графа Ребольедо, получившего свой титул от короля Астурии и Леона Рамиро I в 815 году во время Реконкисты.
Проявил себя выдающимся воином, сражался в Италии, на Средиземном море и Фландрии. Помимо этого, он был успешным дипломатом, с 1648 до 1661 год служил в качестве посла в Датском королевстве.
Во время Тридцатилетней войны, Ребольедо командовал испанской дивизией и разгромил шведскую армию под Франкенталем. Император Священной Римской империи Фердинанд III назначил его Пфальцграфом и губернатором Вестфалии и даровал ему титул графа Священной Римской империи. В 1643 году стал генерал-капитаном.
Бернардино де Ребольедо в 1643—1648 годах был в числе испанских участников переговоров по Вестфальскому миру и сыграл заметную роль в заключении в 1648 Вестфальского мира, завершившего Тридцатилетнюю войну за гегемонию в Священной Римской империи и Европе.
В 1647 году он был назначен послом Испании в Копенгагене, его полномочия простирались на всю Северо-Восточную Европу, Данию и Польшу, с обязанностью, наблюдать за политикой Швеции. Папа Пий IV назначил его своим тайным представителем в Северной Европе с миссией, направленной на восстановление католической церкви в Дании и Швеции. Поддерживал переписку с королевой Кристиной Шведской.
Бернардино де Ребольедо стал близким другом членов королевского дома Дании, которые пригласили его жить в одном из своих королевских замков. Он обратился герцога Лунеборга в католичество.
По приказу датского королевского дома инкогнито побывал в Швеции, в результате его дипломатических усилий был подписан Роскилльский мир, завершивший датско-шведскую войну 1657-1658 годов.
За семь лет скандинавской войны, Бернардино де Ребольедо служил в качестве командующего артиллерией датской армии.
В 1652 году король Испании назначил его министром. Последние годы жизни провёл в монастыре, страдая от подагры.

## Творчество
Он автор нескольких сонетов, переложений Псалтыри, книг Иеремии и Иова, стихов, некоторых пьес и дидактических произведений.
Его трактат «Речи о красоте и любви» (1652) проникнут идеями неоплатонизма.

## Избранные произведения
Поэзия и трактаты
- Ocios (Amberes, 1656)
- Discurso sobre la hermosura y el amor (1652)
- Discurso apologético (1656)
- Selva militar y política (Colonia, 1654)
- Selvas dánicas (Copenhague, 1654)
- La constancia victoriosa (Colonia, 1655)
- Selva sagrada (Kinchio, 1657)
- Idilio sacro (Amberes, Plantino, 1660)

Пьесы
- Amar despreciando riesgos
- Entremés de los maridos conformes